# مملوك (تاريخ)
المملوك (والجمع مماليك) هي تسمية عربية يشار بها إلى العبيد. يشيع هذا المصطلح تاريخيا للإشارة إلى الجنود العبيد المسلمين والحكام المسلمين الذين يرجع أصلهم من العبيد.
وهو يشير بالتحديد إلى:

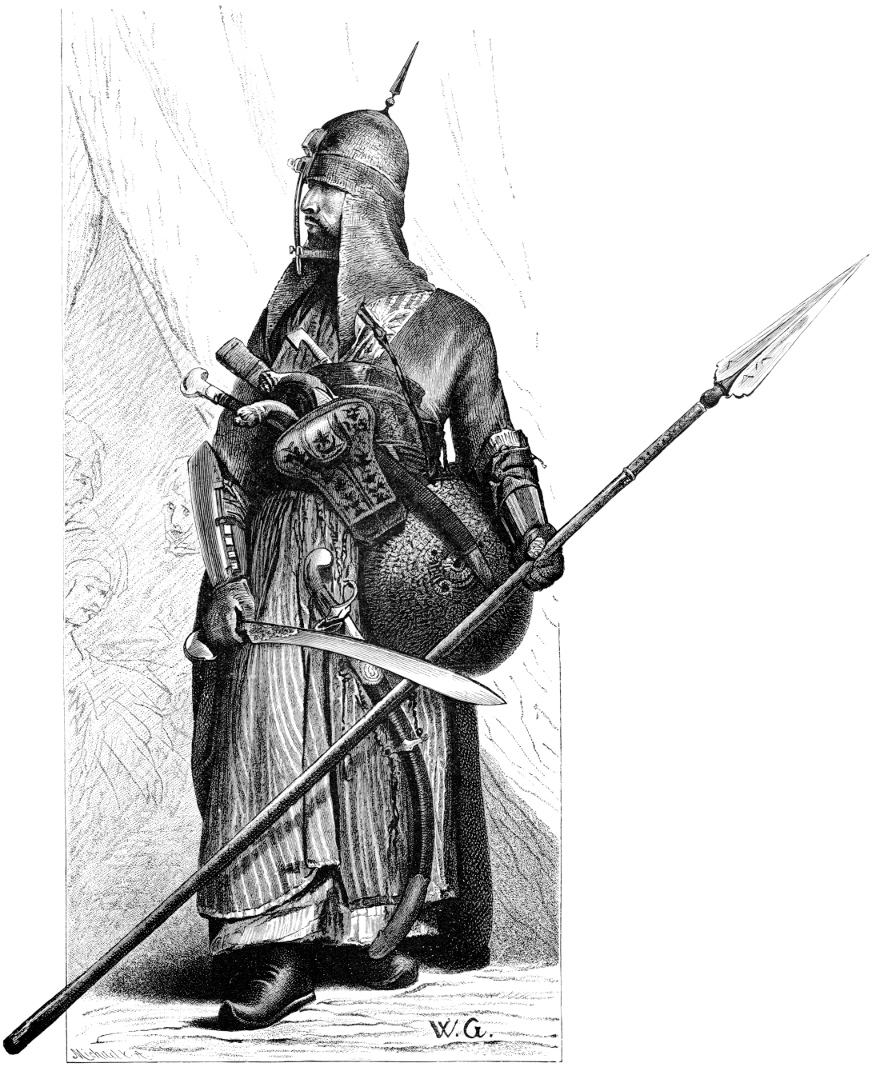
محارب مملوكي في درعه الكامل ومسلح بحربة ودرع وسيف مملوكي ومسدسات

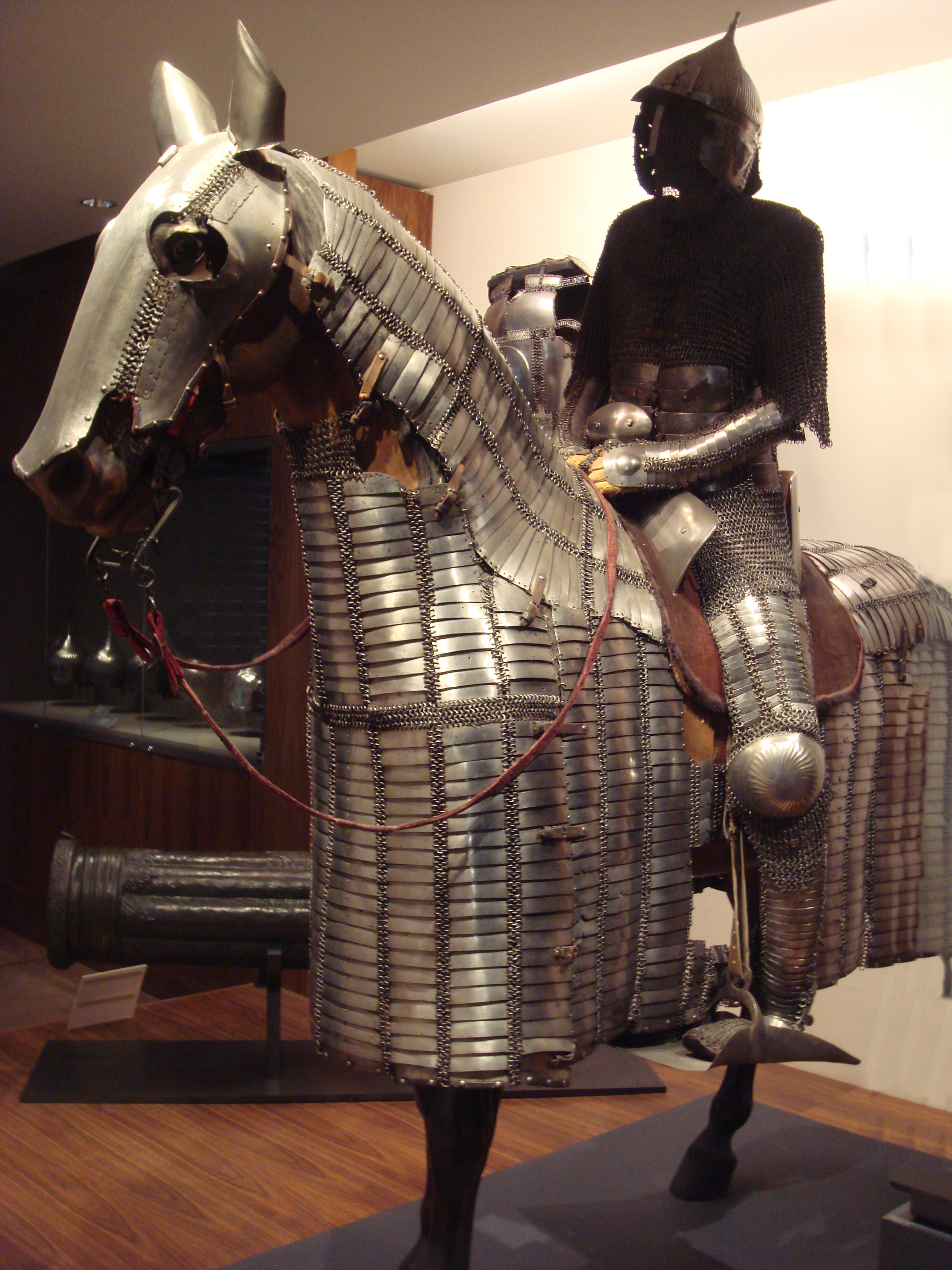
درع فارس مملوك عثماني، حوالي 1550

- الدولة الغزنوية في خراسان الكبرى (977-1186)
- الدولة الخوارزمية في بلاد ما وراء النهر (1077-1231)
- مماليك الهند (1206-1290)
- سلطنة المماليك (القاهرة) (1250-1517)
  - المماليك البحريون (1250-1382)
  - المماليك البرجيون (1382-1517)
- مماليك العراق (1704-1831)

أهم سلالات المماليك كانت طبقة الفرسان التي حكمت مصر في العصور الوسطى، والتي نشأت من صفوف جنود الرقيق. وكان أغلبهم في العصر المملوكي الاول من الأتراك، ، و في العصر المملوكي الثاني من القوقازيين الشركس و الابخاز و الكرج ، مع وجود في بعض الاحيان لعناصر بلقانية مثل اليونان و الالبان و السلاف ، غير أن اللغة و الثقافة التركية كانت مهيمنة في العصرين ، لم يدعي اي مصدر وجود الأقباط المصريين بينهم الا فابري بدون سند علمي من المؤرخين المعاصرين للفترة أو المحدثين 
فالترك كانوا اكثرية العصر الاول بينما العصر الثاني ( القوقازيين ) الشركس، والأبخاز،  والكرج. بجانب البعض من أصل بلقاني (الألبان واليونان والسلاف الجنوبيين). قد شكلوا يصف الباحث ديفد أيالون ما أسماه «ظاهرة المماليك»، أو إنشاء طبقة من المحاربين،  وكانت ذات أهمية سياسية كبيرة. استمر وجود المماليك في مصر لما يقرب من ألف سنة، من القرن التاسع إلى القرن التاسع عشر.
أصبح المماليك مع مرور الوقت طبقة عسكرية قوية في مختلف المجتمعات التي سيطر عليها الحكام المسلمون. لا سيما في مصر، ولكن أيضا في بلاد الشام وبلاد ما بين النهرين والهند، حيث استولى المماليك على مقاليد السلطة السياسية والعسكرية. وفي بعض الحالات، أصبح المماليك سلاطينا، وامتلكوا في دول أخرى سلطة إقليمية كأمراء. استولى المماليك على السلطنة في مصر والشام بين عامي 1250-1517. هزم السلاطين المماليك جنود الإلخانات المغول في معركة عين جالوت. كما قاتلوا الصليبيين الأوروبيين وطردوهم من مصر والشام. في عام 1302 طرد المماليك آخر الحكام الصليبيين من بلاد الشام، فانتهى بهذا عصر الحروب الصليبية.
كان وضع المماليك فوق وضع العبيد العاديين الذين لم يسمح لهم بحمل السلاح أو أداء مهام معينة. في أماكن مثل مصر، من الدولة الأيوبية إلى عهد محمد علي باشا، تم اعتبار المماليك «أمراء حقيقيين» و «محاربين حقيقيين»، وكان وضعهم الاجتماعي فوق عامة السكان في مصر والشام. بمعنى أنهم كانوا مثل المرتزقة المستعبدين.

## لمحة عامة

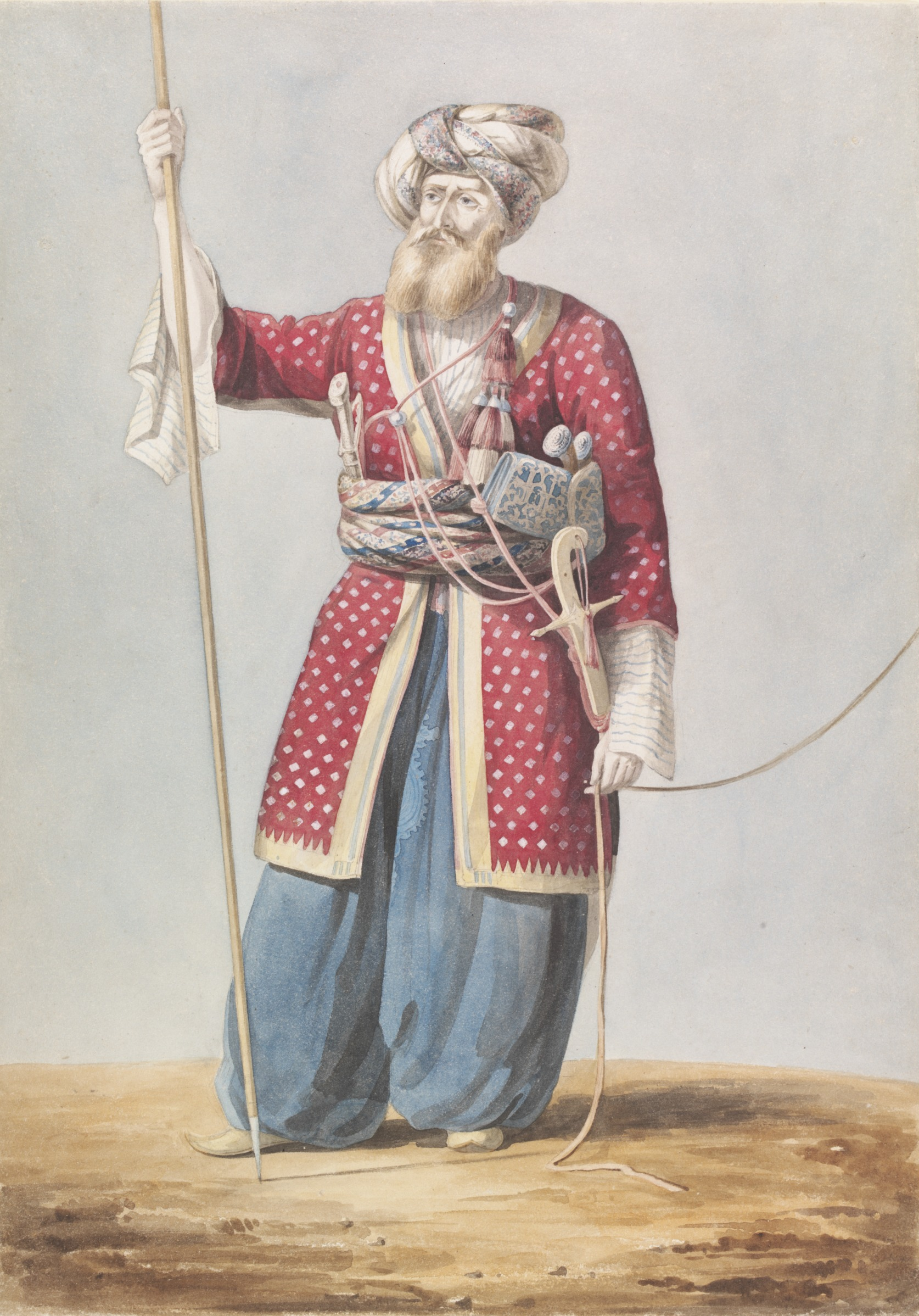
أحد نبلاء المماليك من مدينة حلب خلال القرن التاسع عشر

يتفق المؤرخون على أن طبقة عسكرية راسخة مثل المماليك ظهرت لتتطور في المجتمعات الإسلامية بدايةً مع الدولة العباسية في بغداد في القرن التاسع بدون تاريخ محدد. حتى التسعينات من القرن العشرين، كان من المُعتقد على نطاق واسع بأن المماليك الأوائل كانوا معروفين باسم الغِلْمَان (وهو مصطلح آخر للعبيد، ومُستَخدم بشكل كبير) الذين تم شرائهم من قِبَل الخلفاء العباسيين وخاصةً الخليفة المعتصم (833-842).
بحلول نهاية القرن التاسع، أصبح هؤلاء الجنود العبيد العنصر المهيمن داخل المؤسسة العسكرية. ودفع النزاع بين الغِلْمَان وسكان بغداد الخليفة المعتصم بالله إلى نقل عاصمته إلى مدينة سامراء، لكن ذلك لم ينجح في تهدئة الوضع. وقد اغتيل الخليفة أبو الفضل جعفر المتوكل على الله على يد مجموعة من جنود العبيد عام 861 (انظر فوضى سامراء).
منذ أوائل القرن الحادي والعشرين، يقترح المؤرخون أن ثمَّة فرقًا واضحًا بين نظام المملوك ونظام الغِلْمَان (السابق) في مدينة سامراء، إذ لم يكن لدى الغِلْمَان أُسس تدريب خاصة وكان نظامهم يقوم على التسلسل الهرمي السابق في آسيا الوسطى. خدم العبيد الكبار والمواطنون العاديون كمحاربين لدى نظام الغِلْمَان. وقد تطور نظام المماليك في وقت لاحق، بعد عودة الخلافة إلى بغداد في السبعينات. تضمَّن التدريب المُنتظم للعبيد الشباب على المهارات العسكرية والقتالية. ويُعتبر نظام مملوك تجربة صغيرة النطاق تحت إشراف الموفق بالله، بهدف الجمع بين كفاءة العبيد باعتبارهم محاربين ذو إمكانيات مُحسَّنة. ويبدو أن هذا التفسير الأخير قد قُبِل.
بعد تجزئة الإمبراطورية العباسية، استُخدم الجنود العبيد، المعروفين باسم المماليك أو الغِلْمَان، في جميع أنحاء العالم الإسلامي كأساس داعم للقوة العسكرية. فقد قامت الدولة الفاطمية (909-1171) في مصر بإجبار الذكور من الأتراك والسودانيين اليافعين على ترك أسرهم لمباشرة تدريبهم كجنود عبيد. وقد شكلوا غالبية أفراد الجيش، واختار الحُكام العبيد باهظي الثمن للخدمة تحت إدارتهم.في إيران والعراق، استخدمت الدولة البويهية العبيد الأتراك في مختلف أنحاء إمبراطوريتهم. كان البساسيري المتمرد من المماليك الذي فتح في نهاية المطاف الطريق أمام حكم السلالة السلجوقية في بغداد بعد محاولة التمرد الفاشل. وعندما استعاد العباسيون في وقت لاحق السيطرة العسكرية على العراق، اعتمدوا أيضًا على الغِلْمَان باعتبارهم مقاتلين تحت خدمتهم.
في عهد صلاح الدين الأيوبي والأيوبيين في مصر، تضاعفت قوة المماليك زاعمين بأن السلطنة كانت تحت حكم الدولة المملوكية عام 1250. في جميع أنحاء العالم الإسلامي، واصل الحكام استخدام الجنود العبيد حتى القرن التاسع عشر. واستمرت الدولة العثمانية بممارسة طقس دوشيرمة أو «جمع» العبيد الشباب للخدمة ضمن الجيش الإنكشاري حتى القرن السابع عشر. وقد ازدهرت الأنظمة القائمة على القوة المملوكية في الأقاليم العثمانية مثل بلاد الشام ومصر حتى القرن التاسع عشر.

## التنظيم
تحت حكم الدولة المملوكية في القاهرة، استمر الحُكام في شراء المماليك الذكور صغار السن. وعاشوا في ثكنات قلعة صلاح الدين الأيوبي في القاهرة. وبسبب وضعهم الاجتماعي المنعزل (بدون روابط اجتماعية أو انتماءات سياسية) إلى جانب التدريب العسكري غير الرسمي لهم، فقد كانوا محط ثقة بسبب إخلاصهم لحكامهم. وعندما استُكملت تدريباتهم، تم تسريحهم، ولكنهم ظلوا مرتبطين بالراعي الذي اشتراهم. وقد اعتمد المملوك على مساعدة راعيه للتقدم الوظيفي، وعلى نحو مماثل اعتمدت سمعة الراعي وقوته على عبده. وكان المملوك «مرتبطًا بصلة قوية مع بقية أقرانه في نفس الأسرة».
عاش المماليك داخل ثكناتهم وكثيرًا ما قضوا أوقاتهم مع بعضهم البعض. شملت نشاطاتهم الترفيهية المناسبات الرياضية مثل مسابقات الرماية وعروض مهارات القتال على الأقل مرة واحدة في الأسبوع. وقد ساعد التدريب المُكثف والصارم لكل مجند جديد على ضمان استمرارية الممارسات المملوكية.
امتلك السلاطين أكبر عدد من المماليك، ولكن الأمراء الأقل رُتبةً كانوا يمتلكون قوات صغيرة خاصة بهم. وقد عُيِّن أو رُقيّ العديد من المماليك إلى مناصب عليا في جميع أنحاء الإمبراطورية، بما في ذلك قيادة الجيش. في البداية، مُنع أبناء المماليك من متابعة دور آبائهم في الحياة. ومع ذلك، ومع مرور الوقت، أصبحت قوات المماليك مرتبطة بهياكل السلطة القائمة واكتسبت قدرًا كبيرًا من النفوذ عليها وخاصةً في أماكن مثل مصر.

## العلاقات مع وطنهم وعائلاتهم
في مصر، أظهرت الدراسات أن المماليك من جورجيا احتفظوا بلغتهم الأصلية ألا وهي اللغة الجورجية، وكانوا على علم بسياسات وأحوال منطقة القوقاز واستقبلوا زيارات متكررة من أهلهم أو أقاربهم الآخرين. وبالإضافة إلى ذلك، أرسلوا هدايا لأفراد العائلة وأموالًا لبناء هياكل دفاعية (مثل برج دفاعي أو حتى كنيسة) في قراهم الأصلية.

## مصر

### نشأتهم الأولى في مصر
على مدى القرون الماضية، وقعت مصر تحت سيطرة العديد من الحكام، لا سيما الدول الإخشيدية والفاطمية والأيوبية. وخلال فترة حكم هذه الأسر، استمر استخدام آلاف من المماليك للعمل كخدم أو حراس، بل حتى في تولي مناصب قيادية عليا. أثار نفوذ المماليك قلق الأيوبيين بشكل خاص. وفي النهاية، وصل المماليك ليُصبحوا سلاطين.
المماليك عموما من ناحية الاصول كانوا بالغالب من اتراك اسيا الوسطى ( 1250 - 1382 ) ثم في النصف الثاني من عمر الدولة ( 1382 - 1517 ) كانوا من الشركس ، مع وجود بعض الاستثناءات لمماليك اوروبيين او جورجيين ، و يظهر جليا الطابع المنبثق من أتراك آسيا الوسطى  في اسم الدولة و لغة البلاط و لغة الجيش و نظام التعامل و التقاليد حتى في في فترة العصر المملوكي الثاني ، أشار الى ذلك الجبرتي و المقريزي و ابن اياس و السعدي و ابن خلدون ..
بحلول عام 1200، نجح شقيق صلاح الدين، الملك الأيوبي العادل سيف الدين أحمد في وضع سيطرته على الإمبراطورية بأكملها، وذلك بإلحاق الهزيمة أو قتل أو سجن إخوته وأبنائهم. مع كل انتصار يحققه، قام العادل بضم حاشية المماليك المهزومين تحت حكمه. وقد تكررت هذه العملية عند وفاة العادل عام 1218، وأيضًا عند وفاة ابنه الكامل عام 1238. أصبح الأيوبيون محاطين بشكل متزايد بالمماليك، الذين تصرفوا بشكل شبه مستقل بمثابة أتابك إقليميين. وقد انخرط المماليك في سياسات المحاكم الداخلية للمملكة نفسها إذ استُخدموا كحلفاء أقوياء.

### الهجوم الفرنسي وسقوط المماليك
في يونيو عام 1249، حطَّت الحملة الصليبية السابعة في عهد لويس التاسع ملك فرنسا في مصر واستولت على دمياط. وبعد تراجع القوات المملوكية في البداية، شُنِقَ أكثر من 50 من القادة في صفوف القوات المملوكية باعتبارهم فارِّين من الخدمة.
عندما مات السلطان الايوبي الصالح أيوب، انتقلت السلطة لفترة وجيزة إلى ابنه توران شاه ومن ثم إلى زوجته المفضلة شجر الدر، وهي تركية الأصل بحسب اعتقاد معظم المؤرخين، بينما يقول آخرون بأنها أرمنية. وقد تولَّت السيطرة بدعم من المماليك وشنَّت هجومًا مضادًا ضد الفرنسيين. وهزم جنود القائد الظاهر بيبرس قوات الملك لويس. لكن الملك قد أجَّل انسحابه لفترة طويلة جدًا إذ أسره المماليك في مارس عام 1250. ثم وافق على دفع فدية قدرها 000 400 ليرة تركية لإطلاق سراحه (بقي مبلغ 000 150 منها لم يدفعها أبدًا).
بسبب الضغط السياسي على ضرورة وجود زعيم ذكر، تزوجت شجر الدر من قائد المماليك، المعز عز الدين أيبك. لكنه اغتيل في غرفة استحمامه. في الصراع على السلطة الذي أعقب ذلك، تولَّى وصي العرش سيف الدين قطز، وهو من المماليك أيضًا، السلطة. وقد أسَّس رسميًا الدولة المملوكية وسلالة المماليك البحرية.
سُميِّت سلالة المماليك الأولى باسم المماليك البحرية تبعًا لاسم الفوج البحري أو فوج الجزيرة النهرية. يُشير هذا الاسم إلى مركزهم على جزيرة الروضة على نهر النيل. وكان الفوج يتكون بشكل رئيسي من القفجاق وشعب الكومان.

## معرض صور

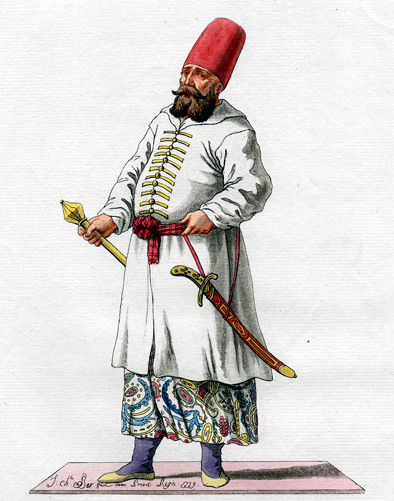
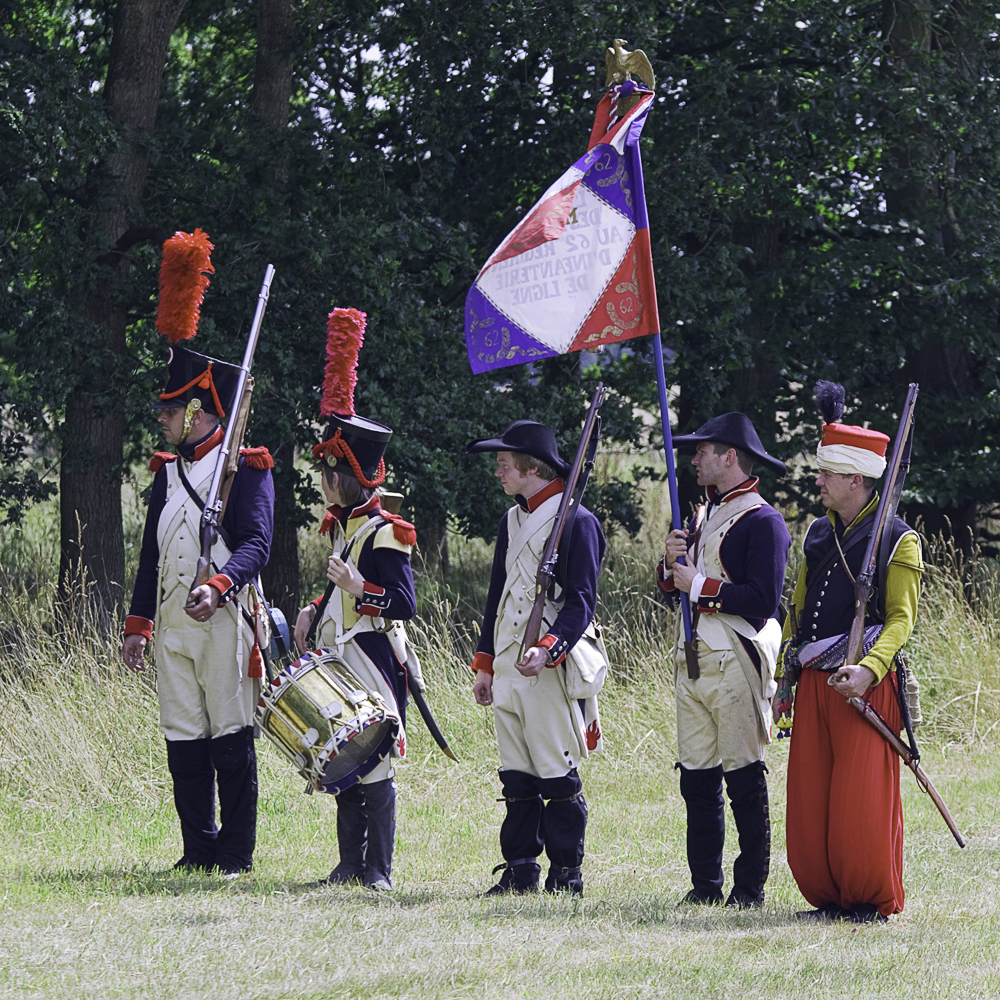
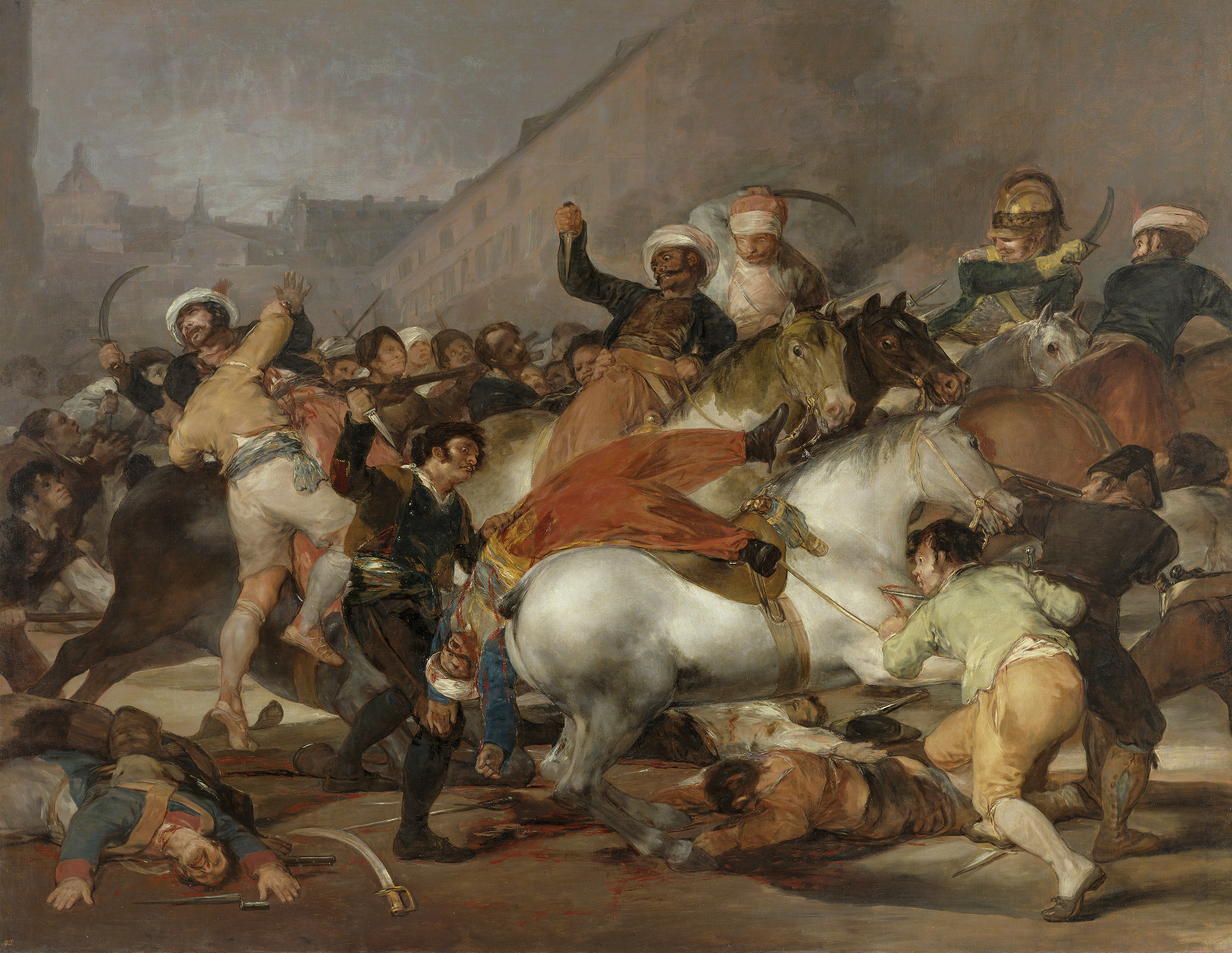
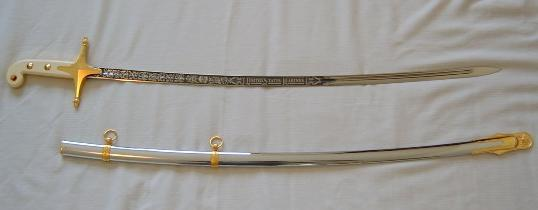
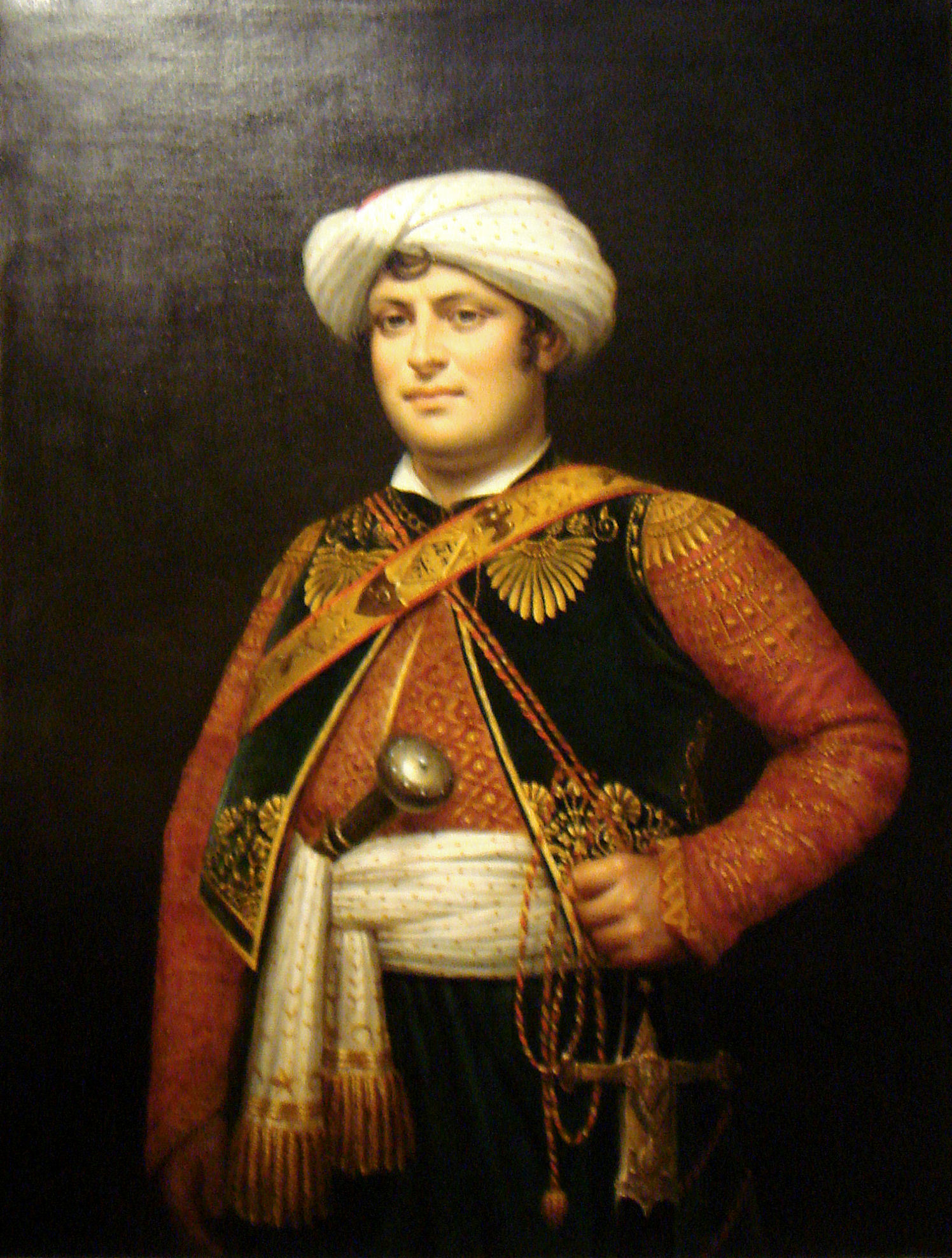
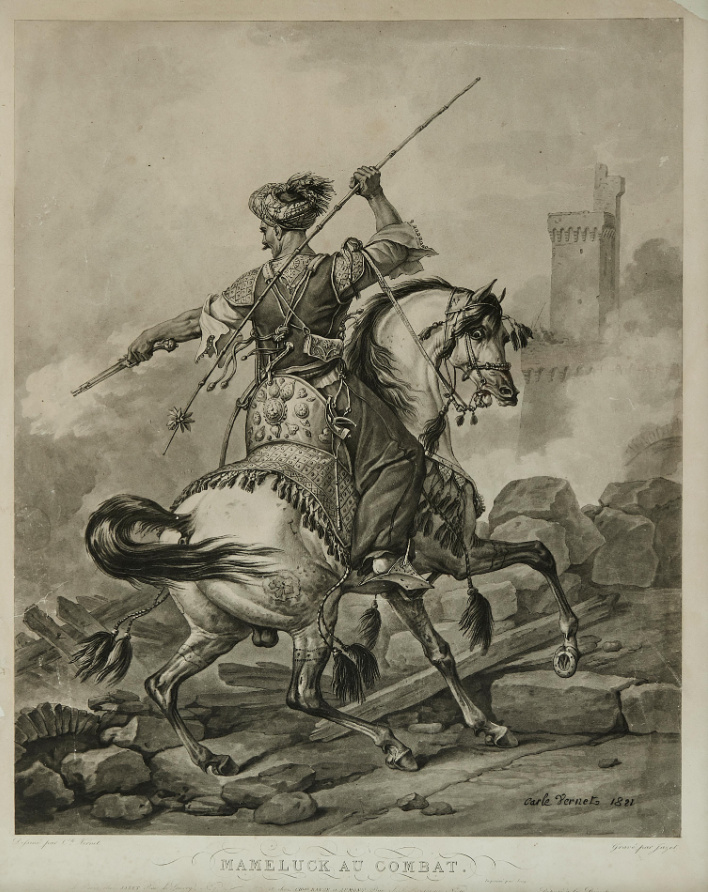